# Wilhelm Schneider (Bischof)

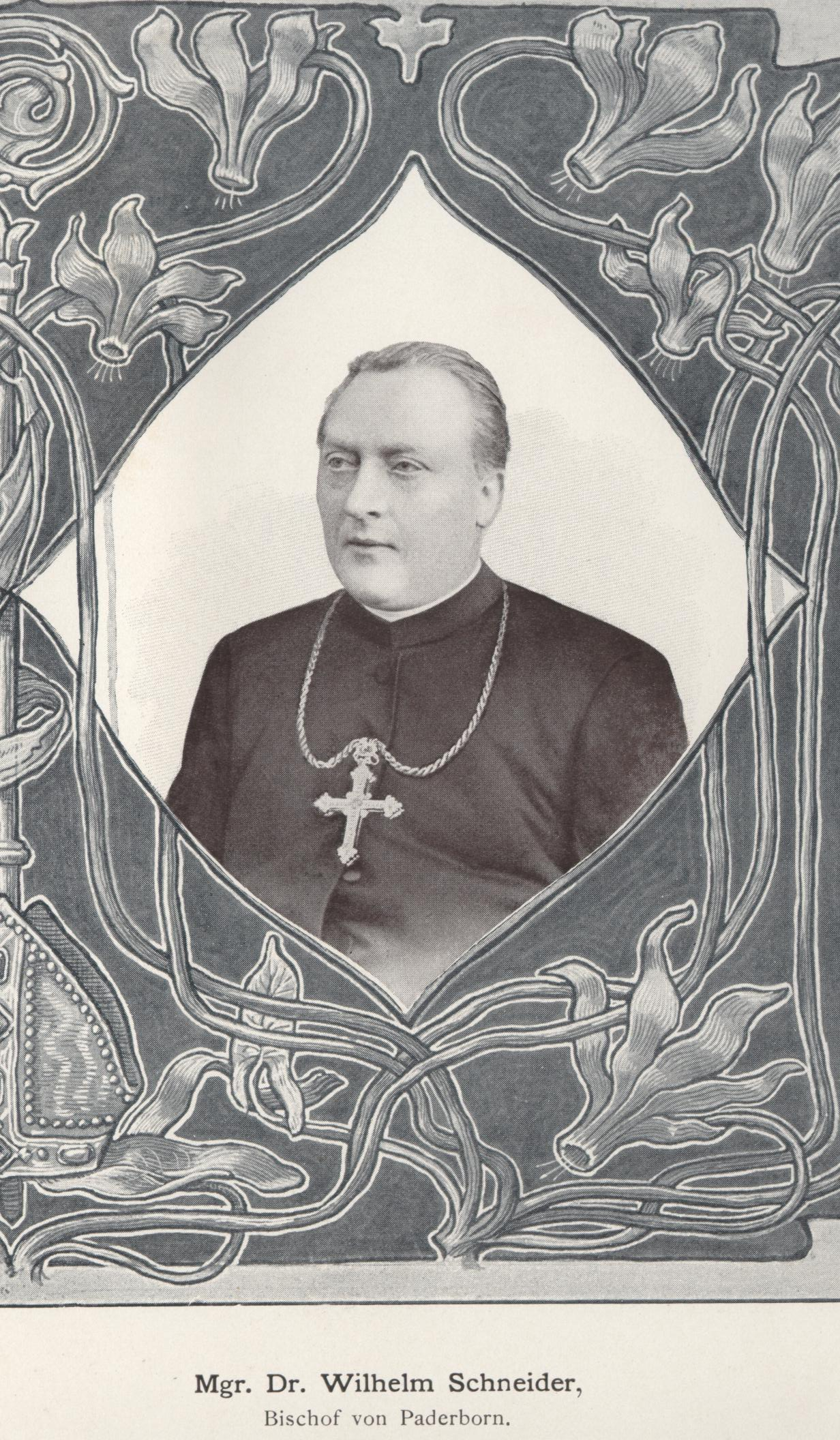
Bischof Wilhelm Schneider, Paderborn

Wilhelm II. Schneider (* 4. September 1847 in Gerlingen bei Olpe (Sauerland); † 31. August 1909 in Paderborn) war ein deutscher Geistlicher und römisch-katholischer Bischof von Paderborn.

## Leben
Wilhelm Schneider machte sein Abitur 1868 am traditionsreichen Gymnasium Theodorianum in Paderborn. Anschließend studierte er Philosophie und Theologie an der Theologischen Akademie in Paderborn. Am 28. Juli 1872 empfing er in Paderborn die Priesterweihe, war zunächst als Seelsorger tätig und Hausgeistlicher des Freiherrn von Papen auf Haus Lohe bei Werl. 1874 ernannte ihn Papst Pius IX. zum Ehrenkaplan. 1879 promovierte er in Rom; 1882 wurde er Religionslehrer am Lehrerseminar in Rüthen bis 1887. 1887 ernannte ihn der Paderborner Bischof Franz Kaspar Drobe zum Professor für Moraltheologie und Leiter des Theologenkonvikts, des heutigen Collegium Leoninum. Ab 1892 war er Mitglied des Paderborner Domkapitels; 1893 ernannte ihn Papst Leo III. zum päpstlichen Hausprälaten; 1894 wurde er Dompropst in Paderborn.
1900 wurde er von Papst Leo XIII. zum Bischof von Paderborn ernannt, später auch zum Apostolischen Vikar von Anhalt, heute Bistum Magdeburg. Die Bischofsweihe spendete ihm am 15. August 1900 sein Vorgänger im Amte, der Kölner Erzbischof Hubert Theophil Simar. Kokonsekratoren waren der Trierer Bischof Michael Felix Korum und der Bischof von Münster Hermann Jakob Dingelstad.
Ab 1866 war Schneider Mitglied der katholischen Studentenverbindung KDStV Ripuaria Bonn und später Ehrenmitglied der VKDSt Saxonia Münster im CV.
Schneider beschäftigte sich mit esoterischen und ethnischen Themen. Seine Werke waren u. a.: Der neuere Geisterglaube (1885), Die australischen Eingeborenen (1885), Die Kulturfähigkeit des Negers (1885), Die Naturvölker (1886/1887), Die Religion der afrikanischen Naturvölker (Münster 1891), Die Sittlichkeit im Lichte der Darwinschen Entwicklungslehre (Paderborn 1895), Allgemeinheit und Einheit des sittlichen Bewußtseins (Köln 1895), Das andere Leben (1896) und Die göttliche Weltordnung und die religionslose Sittlichkeit.

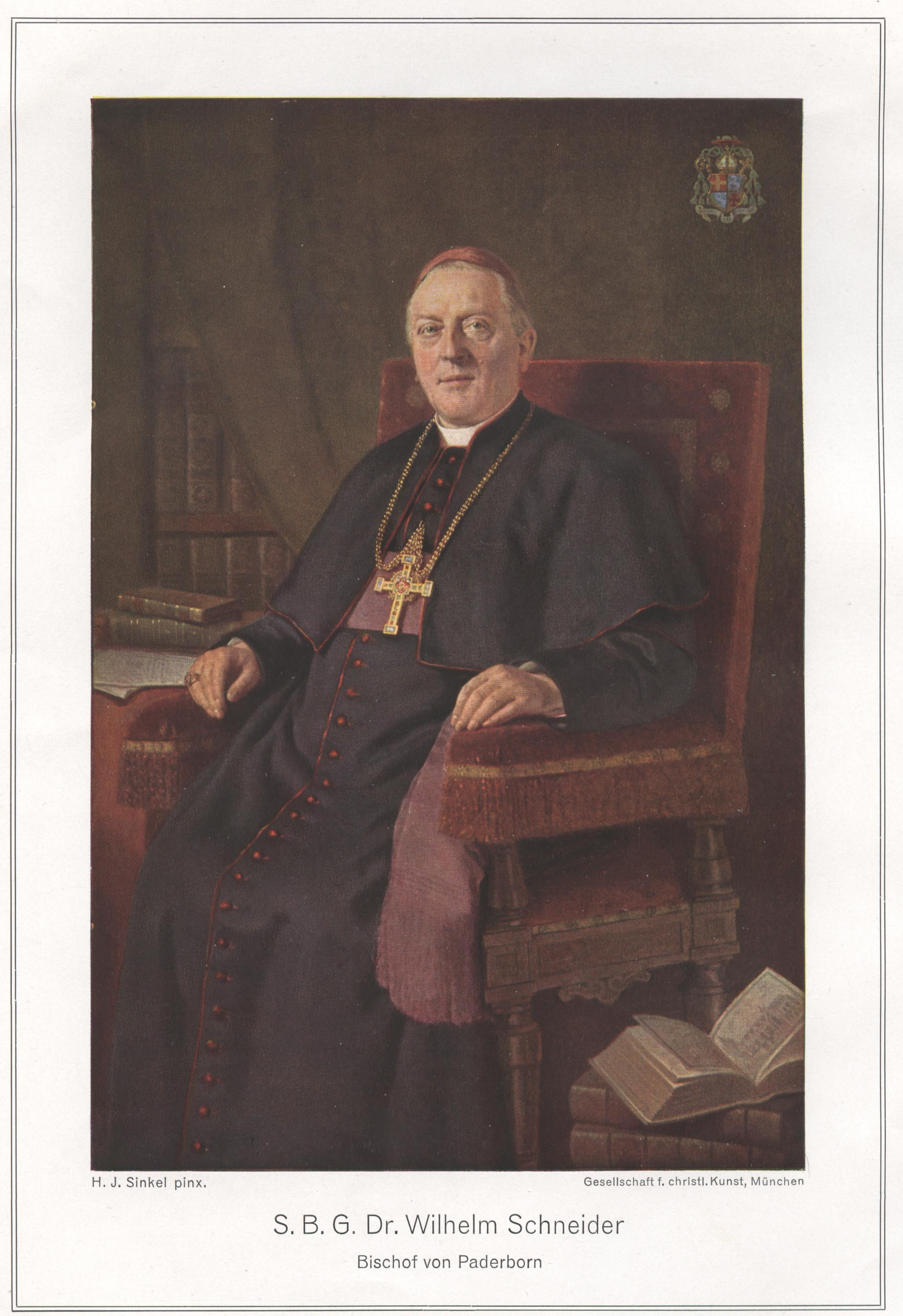
Wilhelm Schneider, Druck nach Gemälde von Heinrich Johann Sinkel (1835–1908)
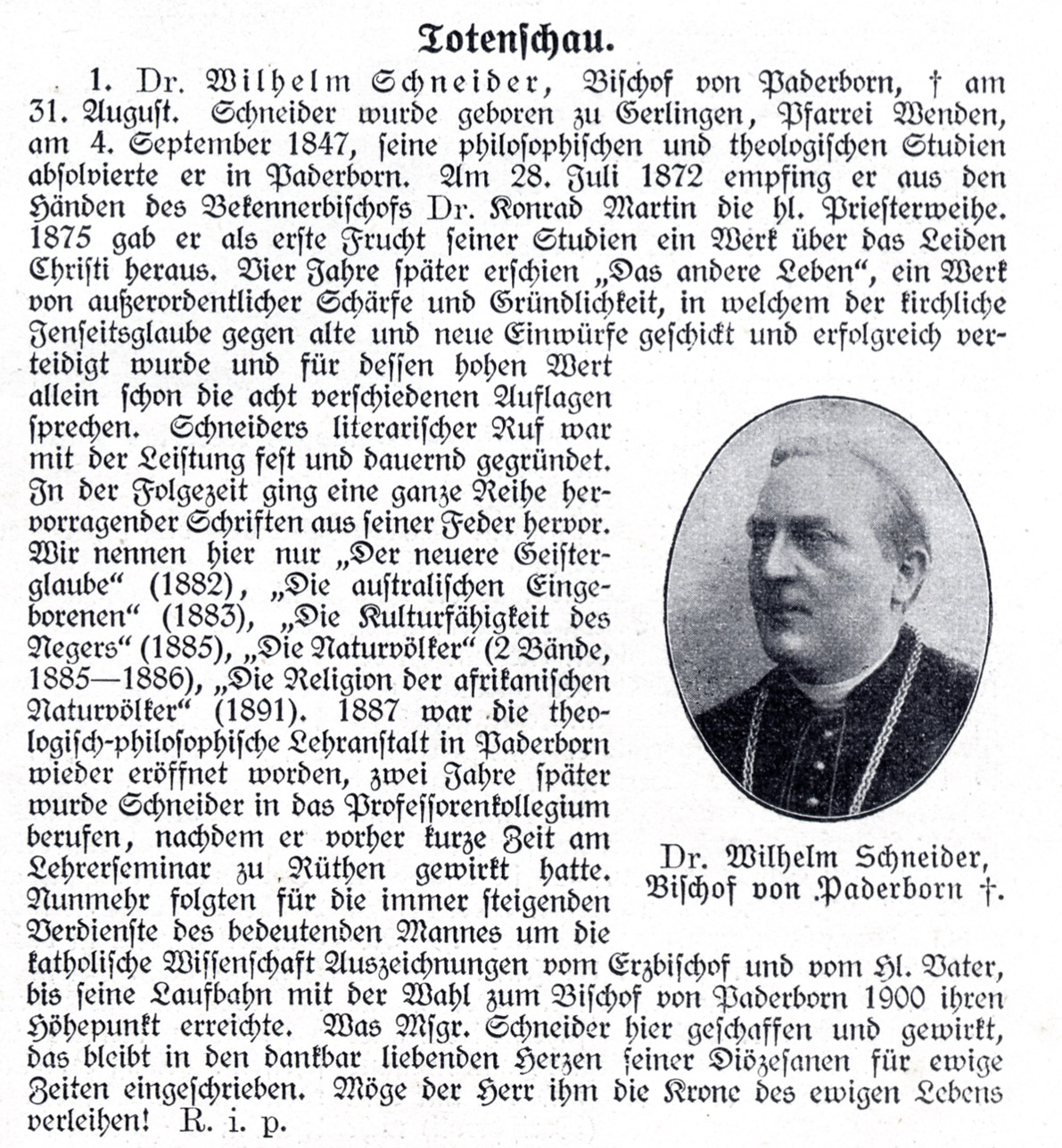
Nachruf auf Wilhelm Schneider, Deutscher Hausschatz, 1/1910
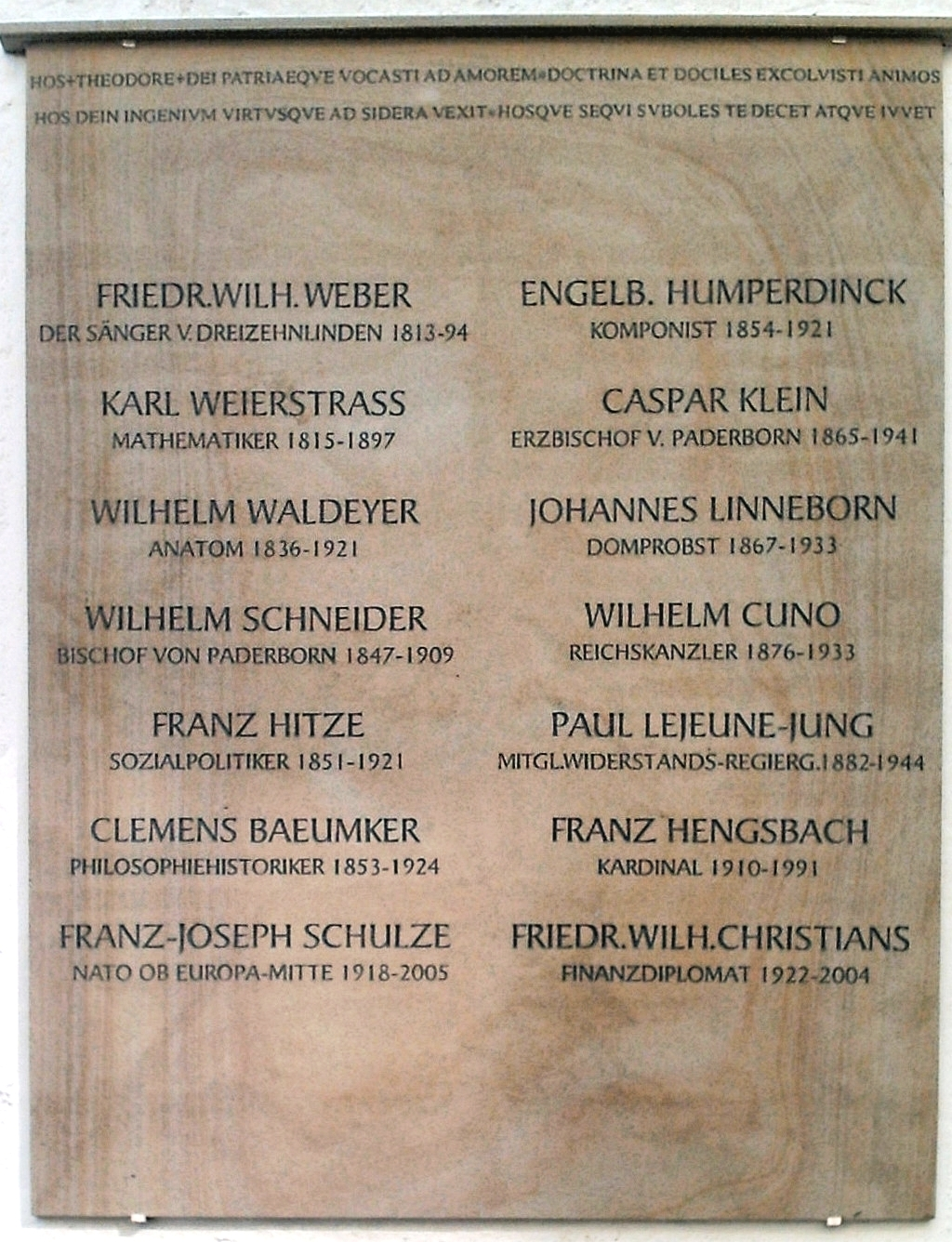
Ehrentafel am Gymnasium Theodorianum in Paderborn: Linke Seite: Vierter von oben: Wilhelm Schneider